# Vanilda Bordieri
Vanilda Bordieri, nome artístico de Vanilda Aparecida Bueno Bordieri Poli (Taquarituba, 7 de Setembro de 1973) é uma cantora brasileira de música cristã contemporânea e pentecostal, compositora, escritora e apresentadora.
Ao longo de mais de 20 anos de carreira lançou 21 álbuns solos e 5 em dupla com sua irmã Célia Bueno (Ex-Sakamoto). Em 2004, juntamente com Célia, gravou o primeiro álbum da série Porção Dobrada, o sexto álbum de Vanilda, com o incentivo, produção musical e arranjos de Melk Carvalhedo. Com este disco, a dupla foi indicada ao Troféu Talento de 2005 nas categorias "Melhor CD Pentecostal" e "Melhor dupla". Em 2012, a dupla foi indicada ao prêmio Troféu Promessas pelo álbum Porção Dobrada 4 na categoria "Melhor Álbum Pentecostal", enquanto Vanilda foi indicada com A Pesca, disco que concorreu na mesma categoria.
Vanilda Bordieri é uma das maiores compositoras da música cristã pentecostal e suas músicas foram gravadas por vários artistas do segmento religioso, como Rose Nascimento, Mara Lima, Shirley Carvalhaes, Elaine de Jesus, Lauriete, Rayssa e Ravel, Eliane Silva e Cristina Mel. É considerada um dos nomes mais notórios da música religiosa brasileira, sobretudo no segmento pentecostal.

## Carreira
Em 1997, a cantora lança o seu álbum de estréia intitulado Carro de Fogo, este primeiro álbum da cantora foi produzido por Paulo Davi, e marca a estréia de Vanilda como cantora na música evangélica. O álbum fora lançado de maneira independente e posteriormente relançado pela gravadora Aliança Produções, onde o trabalho fotográfico foi refeito. Vanilda começou a se apresentar em igrejas do estado de São Paulo e em 1999 grava o álbum Escolhido e Aprovado de forma independente e posteriormente relançado pela gravadora Aliança Produções, sendo refeito todo o trabalho fotográfico da cantora.
Em 2000, Vanilda assina contrato com a Sião Records e lança seu terceiro álbum Deus é Fiel.
No ano de 2001 Vanilda assina contrato com a gravadora Cristo Vencedor, gravadora de Elaine de Jesus e lança É Inédito, foi neste álbum que Vanilda começou a trabalhar com o fotógrafo Sérgio Menezes, que foi responsável a partir de então pelas fotos e arte de seus álbuns. 
Nesta época, Vanilda realiza sua primeira viagem à Europa, especificamente Portugal, tendo ficado algumas semanas divulgando o álbum. 
A cantora fica dois anos longe dos estúdios, retornando apenas no ano de 2003, com o álbum Vai Acontecer, este com produção musical de Merewilton Lages e lançando de maneira independente. 
No ano de 2005 Vanilda grava Mais Um, que marca o ínicio de seus futuros trabalhos que seriam a partir de então produzidos por seu esposo na época Melk Carvalhêdo.
Em 2007 grava Especialmente pra Deus com a produção de Melk Carvalhêdo, álbum este que marcou a carreira de Vanilda, a fazendo mais conhecida ainda com a música "Dois Ungidos". 
Em 9 de agosto de 2007 faz a gravação de seu primeiro DVD Show Fidelidade, com direção de Hugo Pessoa e produção executiva da gravadora Ebenézer e participação dos quartetos Castelo Forte e Gileade.
Em 2008 lançou Som do Meu Povo. No mesmo ano se candidatou a vereadora pelo Partido Trabalhista Brasileiro (PTB) na cidade paulista de Sorocaba. Não conseguindo se eleger. ￼ Também no mesmo ano de 2008, Vanilda lança o álbum Vale a Pena Ouvir De Novo com composições de sua autoria gravadas por diversos cantores da música gospel. 
Em 2009 lança Vida com encarte especial, ensaio gestante de seu filho Melkinho.
No dia 13 de julho de 2010, Vanilda Bordieri assina contrato com a gravadora e distribuidora Aliança (Atual Musile Records. No mesmo ano a cantora lançou o CD Assim Sou Eu, produzido por Melk Carvalhêdo e com a participação de vários músicos como Quiel Nascimento, Ronaldo Oliveira, Sidão Pires e Sérgio Knust.
Em 2011 lança o álbum A Pesca, com o qual foi indicada ao Troféu Promessas na categoria Melhor CD Pentecostal. Este foi o último álbum produzido por seu então ex-esposo Melk Carvalhêdo.
No ano de 2013 lançou o CD intitulado Pra Deus É Nada, com produção musical de Ronny Barboza e participação de Elaine de Jesus na música Enche-nos.
No ano seguinte, Vanilda lançou o álbum Na Tua Vontade pela gravadora Musile Records. A música que se destaca é "Viverei Milagres" com a participação de Bruna Paula, sorteada pela cantora e uma seletiva nas suas redes sociais.
Em 2016, lançou o álbum UMA. O projeto foi produzido por Marcelo Victor e Ronny Barboza. Um repertório predominantemente inédito e inclui a regravação de "Dia de Pentecostes", do cantor Mattos Nascimento.
Ainda em 2016, Vanilda Bordieri gravou e lançou o álbum ao vivo Esperarei, distribuído pela gravadora Musile Records. O álbum foi produzido no Sítio São Jorge, em São Bernardo do Campo, com as participações especiais de Célia Bueno, Quarteto Gileade, Quarteto Castelo Forte e Trio R3, entre outros.
Em 2020, Vanilda lança o álbum em formato digital intitulado Depois dos Quarenta, lançado pela gravadora Deep Music. Com a produção executiva de Leandro Borges.
As músicas que se destacam são "Depois dos Quarenta", "O Nome de Jesus" e "O Dono do Tanque".

## Álbuns de estúdio
- 1997: Carro de Fogo
- 1998: Escolhido e Aprovado
- 2000: Deus é Fiel
- 2001: É Inédito
- 2003: Vai Acontecer
- 2005: Mais Um
- 2006: Vem Cear
- 2007: Especialmente pra Deus
- 2008: Som do Meu Povo
- 2009: Vida
- 2010: Assim Sou Eu
- 2011: A Pesca
- 2013: Pra Deus É Nada
- 2014: Na Tua Vontade
- 2016: Uma Ao Vivo (Unindo Mulheres Adoradoras)
- 2017: Uma Ao Vivo (Unindo Milhares de Adoradores)
- 2019: 5A (Par. Leandro Borges)
- 2020: Depois dos Quarenta
- 2024: Cantando a Bíblia

## Porção Dobrada
- 2004: Porção Dobrada (Com Célia Bueno)
- 2006: Porção Dobrada, Vol. 2 - Vitória Total (Com Célia Bueno)
- 2010: Porção Dobrada, Vol. 3 - Unidas Para Sempre (Com Célia Bueno)
- 2012: Porção Dobrada, Vol. 4 (Com Célia Bueno)
- 2015: Porção Dobrada Vol. 5 (Com Célia Bueno)
- 2020: Porção Dobrada 6 (Single Com Célia Bueno)
- 2021: Porción Doblada (Single Com Célia Bueno)

## Do Fundo da Alma
- Confessarei
- Segure o Anjo
- Em Silencio
- Escolhido e Aprovado
- Resposta
- O Choro
- Deus É Fiel
- Confia em Deus
- Quem Serve a Deus
- Rio de Unção

## Duplas
- 2019: A Ordem (Part. Silas Nascimento)
- 2022: Viverei Milagres (Part. Helder Andrade)
- 2022: Jerusalém (Part. Quarteto Doxologia)
- 2022: Casa Cheia (Part. Felipe Farkas)
- 2023: O Especialista (Part. Manu Leyte)
- 2023: O Amanhã (Part. Moises Clayton)
- 2023: Trono do Leão (Part. Ronan Sabadini)
- 2024: Situações (Part. Aline Miranda)
- 2024: Esse Povo Tem Dono (Part. Paulo André)
- 2024: A Igreja Vai Lutando (Part. Celiane Andrade)

## Singles
- 2007: Vai Ser Só Glória
- 2010: Choro de Joquebede
- 2011: A Pesca (Lance a Rede)
- 2013: Sem Palavras
- 2014: Viverei Milagre
- 2015: Pai
- 2015: Repartindo Sorriso
- 2016: Deus Na Minha Casa
- 2016: Vem Pra Cá
- 2016: O Amanhã
- 2018: Eu Não Estou Só
- 2018: Esperarei
- 2018: Abrindo o Coração
- 2018: Um Novo Dia
- 2018: Não Me Deixes Desistir
- 2018: Abandonando o Barco
- 2018: Segredos da Alma
- 2018: Vencedor - Coral Brasil
- 2018: Coral dos Homens II
- 2019: Tirando a Coroa
- 2019: Além do Que Estou Vendo
- 2019: Repartindo o Sorriso
- 2019: Depois dos Quarenta
- 2019: Diante do Meu Deus
- 2020: O Nome de Jesus
- 2020: Está Enchendo o Lugar
- 2020: O Dono do Tanque
- 2020: Tudo Sobre Mim
- 2021: Eu Levo a Tua Arca
- 2021: Abraão e Isaque
- 2021: Ninguém Me ama Mais Que Deus
- 2023: Coral dos Homens 3 O Valor da Cruz
- 2023: Marcados Pela Glória
- 2023: Majestade
- 2023: Ninguém Toma teu Lugar
- 2023: Tudo Sobre Mim
- 2023: Só o Senhor é Deus
- 2023: O Ano Inteiro
- 2024: Faraó e Moisés (Coral Europa)
- 2024: É Assim que eu Te amo

## Coral das Mulheres
- 2014: Coral das Mulheres
- 2016: Coral das Mulheres 2
- 2019: Coral das Mulheres 3
- 2019: Coral das Mulheres 4 - Eu Sou Uma Delas
- 2020: Coral das Mulheres 5 - Venci
- 2022: Coral das Mulheres 6 - Primeiro Amor
- 2022: Coral das Mulheres 7 - A Glória é de Deus
- 2022: Coral das Mulheres 8 - Vença Adorando
- 2022: Coral das Mulheres 9 - Nossos Frutos
- 2023: Coral das Mulheres 10 - Amigas da Cruz
- 2023: Coral das Mulheres 11 - Fazendo a Obra
- 2023: Coral das Mulheres 12 - Mulher de Vitória
- 2023: Coral das Mulheres 13 - Ninguém Maior
- 2023: Coral das Mulheres 14 - Som de Muitas Águas
- 2023: Coral das Mulheres 15 - Nossa Alegria (Europa)
- 2023: Coral das Mulheres 16 - Todo Dia (Europa)
- 2024: Coral das Mulheres 17 - Dono da Seara (Europa)
- 2024: Coral das Mulheres 18 - Vencendo Batalhas (Europa)
- 2024: Coral das Mulheres 19 - Adoradoras (Europa)
- 2024: Coral das Mulheres 20 - Todo Lugar (Argentina)